# Oh, Pretty Woman
Oh, Pretty Woman è una canzone del 1964, successo mondiale del cantante Roy Orbison. Il brano è il tema portante del film Pretty Woman.

## Il brano
Registrata il 1° agosto 1964 a Nashville (Tennessee), è stata scritta da Roy Orbison e Bill Dees.
Il testo tratta dell'amore di Orbison per la moglie che all'epoca era Claudette. Secondo la leggenda lei stava uscendo di casa quando Orbison le chiese se avesse abbastanza soldi per fare le commissioni; a quel punto Bill Dees, che era a casa con i due coniugi per lavorare con Roy, avrebbe risposto: "Una bella donna non ha mai bisogno di soldi".

## Successo
La canzone raggiunse la posizione numero uno nella Billboard Hot 100 per tre settimane, nella Official Singles Chart per tre settimane, in Norvegia per cinque settimane, nei Paesi Bassi per nove settimane ed in Germania per quattro settimane. Il 30 ottobre 1964 è stato certificato disco d'oro negli Stati Uniti.
Nello stesso anno venne approntata la versione in italiano, Sei il solo (con il testo scritto da Vito Pallavicini), incisa con successo da Eugenia Foligatti.

## Classifiche
| Classifica (1964) | Posizione massima |
| ----------------- | ----------------- |
| Australia         | 1                 |
| Austria           | 5                 |
| Belgio (Fiandre)  | 1                 |
| Belgio (Vallonia) | 3                 |
| Canada            | 1                 |
| Danimarca         | 3                 |
| Finlandia         | 9                 |
| Francia           | 8                 |
| Germania          | 1                 |
| Irlanda           | 1                 |
| Norvegia          | 1                 |
| Paesi Bassi       | 1                 |
| Regno Unito       | 1                 |
| Stati Uniti       | 1                 |
| Svizzera          | 1                 |

## Omaggi e riconoscimenti
- Nel 1991 Orbison ottenne postumo il Grammy Award alla miglior interpretazione vocale maschile, per la registrazione dal vivo del brano nello speciale televisivo della HBO Roy Orbison and Friends, A Black and White Night.
- Nel 1999 la canzone è stata onorata con un Grammy Hall of Fame Award ed è stata nominata come una delle 500 canzoni che hanno formato il rock and roll dalla Rock and Roll Hall of Fame.
- Nel 2004 la rivista Rolling Stone l'ha inserito al 222º posto nella lista delle 500 migliori canzoni di sempre.
- Nel 2008 la Biblioteca del Congresso ha selezionato il brano per la conservazione nella National Recording Registry.
- Il brano nel corso degli anni è stata oggetto di numerose cover, una della più importanti è sicuramente stata quella dei Van Halen nel 1982.

## Al cinema
- La canzone di Orbison, Oh Pretty Woman, ha ispirato il titolo del film del 1990 Pretty Woman con Richard Gere e Julia Roberts. Il film utilizza la canzone nella propria colonna sonora, in quanto licenziata da Orbison in persona. Tuttavia, dato che il titolo del brano non può essere soggetto a copyright, né quest'ultimo né i 2 Live Crew hanno potuto avanzare pretese per il titolo del film.
- La canzone è comparsa anche nei film La donna esplosiva, Scemo & più scemo e A Star Is Born.
- In TV, nella serie Hazzard, il cantante Roy Orbison canta la canzone nel locale Boar's Nest, al termine dell'episodio La grande rapina di Boss (21º episodio della 3ª serie).

## Parodia e risvolti giuridici
Nel 1989, il gruppo 2 Live Crew registrò una parodia della canzone di Orbison, intitolandola Pretty Woman, ed inserendola nell'album Clean As They Wanna Be. I 2 Live Crew campionarono la caratteristica linea di basso della canzone di Orbison, ma il testo romantico fu sostituito dalla storia di una donna pelosa e della sua amica calva.
La casa discografica di Orbison, l'Acuff-Rose Music, ha denunciato i 2 Live Crew sulla base del fatto che la dottrina del fair use non permette l'utilizzo di materiale coperto da copyright a scopo di lucro. Il caso, Campbell vs. Acuff-Rose Music, Inc. è giunto fino alla Corte Suprema degli Stati Uniti, che si è pronunciata in favore dei 2 Live Crew, espandendo ampiamente il concetto di fair use ed estendendolo alle parodie create a scopo di lucro. Attualmente la sentenza è considerata un precedente, nel campo delle decisioni sul fair use.

## Cover dei Van Halen
Il gruppo musicale statunitense Van Halen ha realizzato una cover del brano, pubblicata il 18 gennaio 1982 come primo estratto dal quinto album in studio Diver Down.

### Tracce
- Lato A

1. (Oh) Pretty Woman – 2:55 (Bill Dees, Roy Orbison)

- Lato B

1. Happy Trails – 1:03 (Dale Evans)

### Formazione
Gruppo
- David Lee Roth – voce
- Eddie van Halen – chitarra, cori
- Michael Anthony – basso, cori
- Alex van Halen – batteria, percussioni

Produzione
- Ted Templeman – produzione
- Donn Landee – ingegneria del suono
- Ken Deane – ingegneria del suono
- Gregg Geller – mastering

## Altre Cover
- 1964 - Eugenia Foligatti con il titolo Sei il solo, testo di Vito Pallavicini (45 giri) (Ri-Fi - RFN 16072), compilation del 1965 0012 licenza per ballare (Ri-Fi - RFL LP14008)
- 1965 - Duo Spevec e Crveni Koralji, EP Privlačna Žena, testo di Slobodan Šeleba (Jugoton – EPY-3470); compilation del 2008 Zvuk Šezdesetih 1964-1965 (Croatia Records – 2CD 5792475)
- 1990 - Gary Moore and The Midnight Blues Band nell'album Back to The Blues (The Swingin' Pig – TSP 080-2); singolo (Virgin Records – VST 1233)
- 1993 - eseguita all'interno della trasmissione televisiva Non è la RAI dalla cantante Loredana Maiuri e interpretata sul palco da Marzia Aquilani, successivamente inserita nella compilation Non è la Rai sTREnna.